# Strombosia javanica
Strombosia javanica är en tvåhjärtbladig växtart som beskrevs av Carl Ludwig von Blume. Strombosia javanica ingår i släktet Strombosia och familjen Strombosiaceae. Inga underarter finns listade i Catalogue of Life.